# Prašník
Prašník é um município da Eslováquia, situado no distrito de Piešťany, na região de Trnava. Tem 27,88 km² de área e sua população em 2018 foi estimada em 836 habitantes.

## Demografia
| Ano:        | 1994 | 2004   | 2014   | 2024   |
| ----------- | ---- | ------ | ------ | ------ |
| Broj ljudi: | 896  | 851    | 854    | 823    |
| Razlika:    |      | -5,02% | +0,35% | -3,62% |

| Ano:               | 2023 | 2024   |
| ------------------ | ---- | ------ |
| Número de pessoas: | 812  | 823    |
| Diferença:         |      | +1,35% |